# 澤西 (阿肯色州)
澤西（英語：Jersey）是位於美國阿肯色州布拉德利縣的一個非建制地區。該地的面積和人口皆未知。

## 地理
澤西的座標為33°25′42″N 92°18′52″W / 33.42833°N 92.31444°W，而該地的平均海拔高度為49米（即161英尺）。